# Miacoidea
Myacoidea é uma superfamília parafilética extinta, que tradicionalmente compreende duas famílias: Miacidae e Viverravidae. Eram carnívoros primitivos que viveram durante o Paleoceno e Eoceno, há cerca de 33 a 65 milhões de anos. Eram animais do tamanho das martas modernas. Algumas espécies eram arbóreas, outras terrestres. Provavelmente carnívoros e/ou insetívoros. Seus dentes e crânios mostram que eram menos desenvolvidos que os carnívoros modernos.

## Classificação
- Clado Carnivoramorpha
  - Superfamília †Miacoidea
    - Família †Miacidae
    - Família †Viverravidae

  - Ordem Carnivora

## Distribuição
| Família Miacidae | Família Viverravidae |
|                  |                      |